# Správní obvod obce s rozšířenou působností Kopřivnice
Správní obvod obce s rozšířenou působností Kopřivnice je od 1. ledna 2003 jedním z pěti správních obvodů rozšířené působnosti obcí v okrese Nový Jičín v Moravskoslezském kraji. Čítá 10 obcí.
Města Kopřivnice a Příbor jsou obcemi s pověřeným obecním úřadem.

## Seznam obcí
Poznámka: Města jsou vyznačena tučně.
- Kateřinice
- Kopřivnice
- Mošnov
- Petřvald
- Příbor
- Skotnice
- Štramberk
- Trnávka
- Závišice
- Ženklava

## Obyvatelstvo
| Rok  | Obyv.  | ± %     |
| ---- | ------ | ------- |
| 1869 | 17 399 | —       |
| 1880 | 17 869 | +2,7 %  |
| 1890 | 19 177 | +7,3 %  |
| 1900 | 21 945 | +14,4 % |
| 1910 | 25 017 | +14 %   |

| Rok  | Obyv.  | ± %     |
| ---- | ------ | ------- |
| 1921 | 24 839 | −0,7 %  |
| 1930 | 25 616 | +3,1 %  |
| 1950 | 23 799 | −7,1 %  |
| 1961 | 27 756 | +16,6 % |
| 1970 | 31 799 | +14,6 % |

| Rok  | Obyv.  | ± %     |
| ---- | ------ | ------- |
| 1980 | 38 843 | +22,2 % |
| 1991 | 42 043 | +8,2 %  |
| 2001 | 41 844 | −0,5 %  |
| 2011 | 40 221 | −3,9 %  |
| 2021 | 39 300 | −2,3 %  |